# Il Principe Bajaja
Il Principe Bajaja  (Princ Bajaja) è un film del 1950 diretto da Jiří Trnka.

## Riconoscimenti
- 1954 - Festival del cinema di Locarno
  - Premio della Giuria internazionale della critica